# NGC 7431
NGC 7431 est une paire de galaxies compactes située dans la constellation de Pégase. Sa vitesse par rapport au fond diffus cosmologique est de 7 774 ± 24 km/s, ce qui correspond à une distance de Hubble de 114,7 ± 8,0 Mpc (∼374 millions d'al). NGC 7431 a été découverte par l'astronome français Guillaume Bigourdan en 1886. 
NGC 7431 est un système double en contact. Il y a passablement de confusion quant à l'identification correcte des objets NGC pour ces deux galaxies en contact, de même que pour les galaxies situées dans cette région. Par exemple, Wikisky place la galaxie NGC 7431 aux coordonnées de NGC 7433 et n'identifie NGC 7431 que par sa désignation PGC. Comme il y a de nombreuses galaxies dans cette région de la sphère céleste, ce genre d'erreur est monnaie courant.

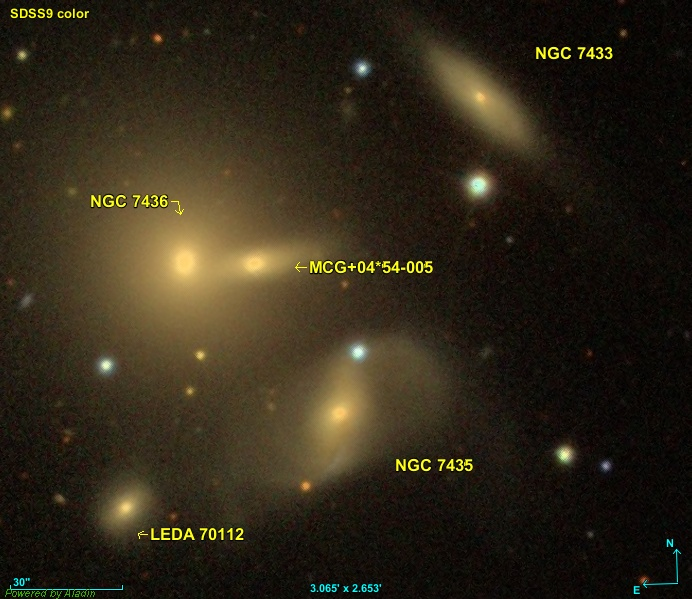
Les nombreuses galaxies dans la région de NGC 7433.